# Werner Luginbühl
Werner Luginbühl (Krattigen, 4 januari 1958) is een Zwitsers politicus, aanvankelijk voor de Zwitserse Volkspartij (SVP/UDC) en later voor de Burgerlijk-Democratische Partij (BDP/PBD) uit het kanton Bern. Hij zetelde van 2007 tot 2019 in de Kantonsraad.

## Biografie
Luginbühl bezocht scholen in Krattigen en Aeschi. Hij volgde een opleiding tot ketelmonteur en studeerde daarna techniek aan de Universiteit van Fribourg. Na zijn promotie was hij van 1983 tot 1989 bedrijfsleider en mede-eigenaar van een ingenieursbureau. Daarna was hij onder meer planner.
Luginbühl was lid van de Zwitserse Volkspartij en van de Grote Raad van Bern, het kantonsparlement. Van 1994 tot 1998 was hij fractievoorzitter van zijn partij in de Grote Raad. Op 19 april 1998 werd hij in de Regeringsraad van het kanton Bern, waar hij het departement van Justitie, Gemeenten en Kerken beheerde.
Luginbühl was van 1 juni 2001 tot 31 mei 2002 en van 2 juni 2006 tot 31 mei 2007 was hij voorzitter van de Regeringsraad (regeringsleider) van Bern.
Bij de parlementsverkiezingen van 21 oktober 2007 werd Luginbühl verkozen als lid van de Kantonsraad. In juni 2008 stapte Luginbühl van de SVP/UDC over naar de Burgerlijk-Democratische Partij (BDP/PBD). Deze overstap belette hem evenwel niet op in 2011 en in 2015 te worden herverkozen als Kantonsraadslid. In 2019 stelde hij zich niet herverkiesbaar.